# Świadkowie Jehowy w Kongu
Świadkowie Jehowy w Kongu – społeczność wyznaniowa w Kongu, należąca do ogólnoświatowej wspólnoty Świadków Jehowy, licząca w 2023 roku 9517 głosicieli, należących do 123 zborów.  Na dorocznej uroczystości Wieczerzy Pańskiej w 2023 roku zgromadziło się 30 468 osób. Działalność miejscowych głosicieli koordynuje Biuro Oddziału w Kinszasie w Demokratycznej Republice Konga.

## Historia
Pierwsi zainteresowani religią Świadków Jehowy pojawili się w roku 1947. W 1950 do Brazzaville przyjechał z wizytą misjonarz Biblijnej Szkoły Strażnicy – Gilead – Eric Cooke. 24 lipca 1950 roku władze kolonii wydały przepisy ograniczające rozprowadzanie publikacji Świadków Jehowy. W 1952 roku w Kongo działało 37 Świadków Jehowy.
W grudniu 1954 roku zorganizowano w Brazzaville kongres. Uczestniczyło w nim 650 osób, a 70 przyjęło chrzest.
W marcu 1956 przybyli z Francji pierwsi misjonarze. W kraju rozpoczęto publiczne wyświetlanie filmu Społeczeństwo Nowego Świata w działaniu. W styczniu 1957 zaczęło funkcjonować Biuro Oddziału. Pierwszym nadzorcą obwodu na terenie Demokratycznej Republika Konga i Republiki Konga w roku 1960 został Pontien Mukanga.
9 grudnia 1961 zalegalizowano działalność Świadków Jehowy, chociaż rozpowszechnianie ich literatury jeszcze przez rok podlegało ograniczeniom.
3 stycznia 1977 działalność Świadków Jehowy została zakazana. Władze skonfiskowały budynek Biura Oddziału i wydaliły z kraju misjonarzy.
W 1981 roku André Kitula pomagał ożywić działalność kaznodziejską w Brazzaville.
12 listopada 1991 roku minister spraw wewnętrznych uchylił zakaz działalności. Odzyskano skonfiskowane Sale Królestwa, lecz budynku Biura Oddziału nie udało się odzyskać. W sierpniu 1993 roku odbyły się pierwsze od 15 lat zgromadzenia okręgowe (pod hasłem „Nosiciele światła”). W 1996 roku w kraju działało 3935 głosicieli.
5 czerwca 1997 roku wybuchła wojna domowa. Misjonarze zostali ewakuowani. Biuro Oddziału w Kinszasie zapewniło żywność, schronienie i opiekę lekarską tysiącowi uchodźców. W 1999 roku wybuchła następna wojna domowa. Ponownie ewakuowano misjonarzy.
W 2000 roku w kraju działało 4130 Świadków Jehowy (0,14% ludności Konga). W lutym 2002 zostały oddane do użytku cztery nowe Sale Królestwa. Rok później w Republice Konga działało 4536 głosicieli, w tym 15 misjonarzy.
W 2007 roku w kraju zanotowano liczbę 5406 Świadków Jehowy, należących do 68 zborów. 26 182 osoby były obecne na uroczystości Wieczerzy Pańskiej (Pamiątce). Dwa lata później w Kongu działało 5619 głosicieli.
W roku 2012 działało 5810 głosicieli (ok. 0,13% ludności). W marcu zorganizowano pomoc dla poszkodowanych współwyznawców w Brazzaville po serii wybuchów w pobliskim składzie amunicji.
W roku 2013 liczba głosicieli wyniosła 6363 osoby, w roku 2014 – 7928, a w roku 2020 – 9192.
W roku 2014 delegacja Świadków Jehowy z Konga uczestniczyła w kongresie międzynarodowym pod hasłem „Szukajmy najpierw Królestwa Bożego!” w Nowym Orleanie w Stanach Zjednoczonych. 7 kwietnia 2020 roku w związku z pandemią COVID-19 program uroczystości Pamiątki śmierci Jezusa Chrystusa nadały stacje radiowe i telewizyjne. W tym samym miesiącu zorganizowano pomoc humanitarną dla poszkodowanych przez skutki tej pandemii oraz przez powodzie i konflikty zbrojne.
Kongresy regionalne odbywają się w językach: francuskim, kituba, lingala i amerykańskim języku migowym.